# 61 Skwierzyński Pułk Rakietowy Obrony Powietrznej
61 Skwierzyński Pułk Rakietowy Obrony Powietrznej (61 pr OP) – oddział Wojsk Obrony Przeciwlotniczej Sił Powietrznych RP.

## Rodowód pułku
W 1952, w Gdańsku, w składzie 16 Dywizji Artylerii Przeciwlotniczej, sformowany został 65 pułk artylerii przeciwlotniczej. W 1955 pułk przeniesiony został do Brodnicy, a w styczniu następnego roku wyłączony ze składu 16 DAPlot. Wiosną 1957 pułk ponownie włączony został w struktury 16 DAPlot. Na podstawie rozkazu Nr 0135/Oper. dowódcy Pomorskiego Okręgu Wojskowego z dnia 30 czerwca 1960 roku pułk dyslokowany został do Warcisławia.
Na podstawie rozkazu Nr 025/MON Ministra Obrony Narodowej z 30 września 1967 oddział przyjął tradycje i nazwę 61 pułku artylerii przeciwlotniczej oraz obchodził święto 16 kwietnia. Od tego czasu jednostka występowała jako 61 pułk artylerii OPL (JW 2211). Pułk został przezbrojony w przeciwlotnicze zestawy rakietowe Wołchow (SA-75).

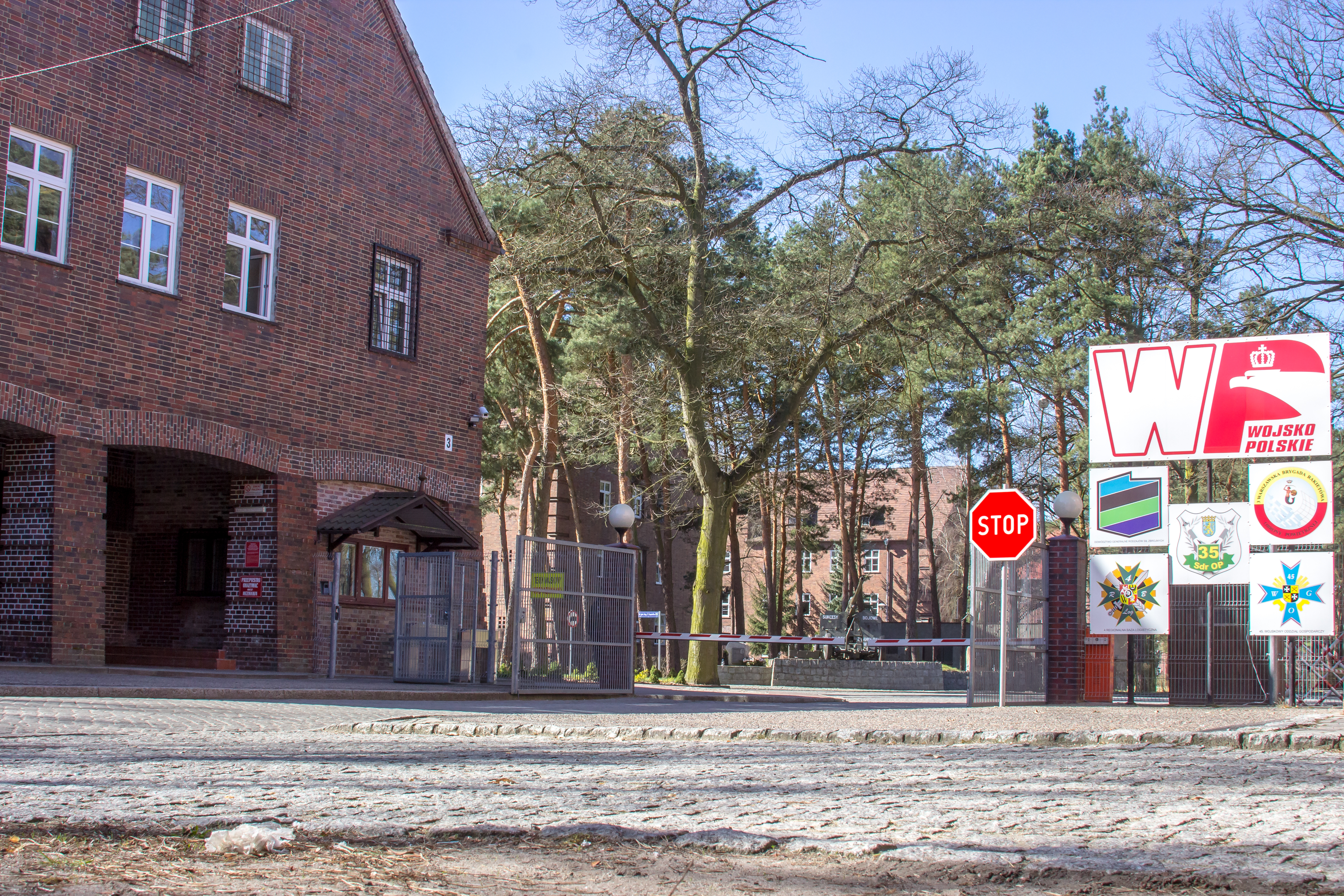
Brama główna koszar w Skwierzynie (2017)

26 czerwca 1976 szef Sztabu Generalnego WP wydał zarządzenie Nr 039, na mocy którego pułk został przedyslokowany z Jaromina do Skwierzyny, po czym przeformowany w 61 Brygadę Artylerii Wojsk OPL oraz przezbrojony – jako pierwszy i jedyny związek taktyczny Wojsk OPL – w manewrowe zestawy rakietowe średniego zasięgu KRUG (w latach 1975-1979).
Od 1 października 1976 do 1 października 1979 trwała reorganizacja brygady. W tym czasie, stopniowo formowano kolejne dywizjony ogniowe.
Decyzją Nr 71/MON Ministra Obrony Narodowej z dnia 25 maja 1995 jednostka otrzymała nazwę wyróżniającą "Skwierzyńska", a decyzją Nr 121/MON z dnia 8 sierpnia 1995 roku dzień 25 października ustanowiony został świętem brygady.
1 stycznia 2001 Minister Obrony Narodowej wydał decyzję dotyczącą zmiany nazwy 61 Brygady Przeciwlotniczej OP na 61 Skwierzyńska Brygada Rakietowa Obrony Powietrznej.
25 października 1995 brygada otrzymała sztandar ufundowany przez społeczeństwo Skwierzyny. Rodzicami chrzestnymi zostali: p. Maria Rogowska, przedstawicielka Organizacji Rodzin Wojskowych i płk Andrzej Szerszyński, były dowódca brygady.
Z dniem 1 stycznia 2009 roku brygada przeformowana została w 61 pułk rakietowy OP. 20 stycznia odbyło się uroczyste przekazanie obowiązków dowódcy jednostki oraz podpisanie meldunku o przeformowaniu brygady w pułk i podpisanie protokołu przekazania sztandaru.
30 czerwca 2011 roku 61 pułk rakietowy OP został rozformowany. Na skwierzyńskim rynku odbyło się uroczyste zakończenie działalności 61 pr OP połączone z przekazaniem sztandaru, wyróżniającej nazwy i dziedziczonych tradycji nowo powstałemu 35 Skwierzyńskiemu dywizjonowi rakietowemu Obrony Powietrznej.

## Galeria

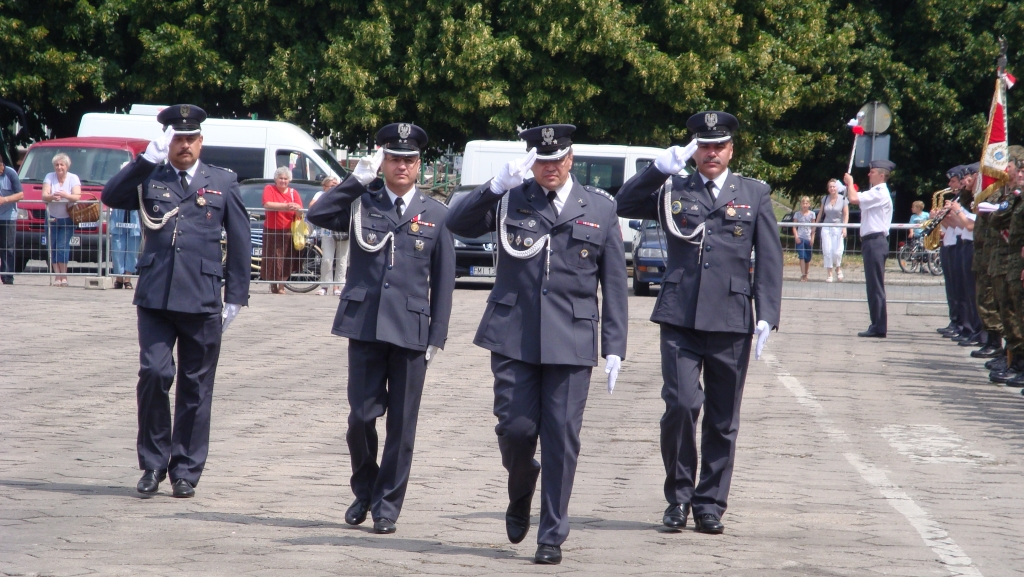
Szef WOPL SP płk Piotr Jurek (w środku), dowódca 61 pułku ppłk Arkadiusz Komenda (po lewej) i dowódca 35 dr OP ppłk Dariusz Stróżewski podczas uroczystości.
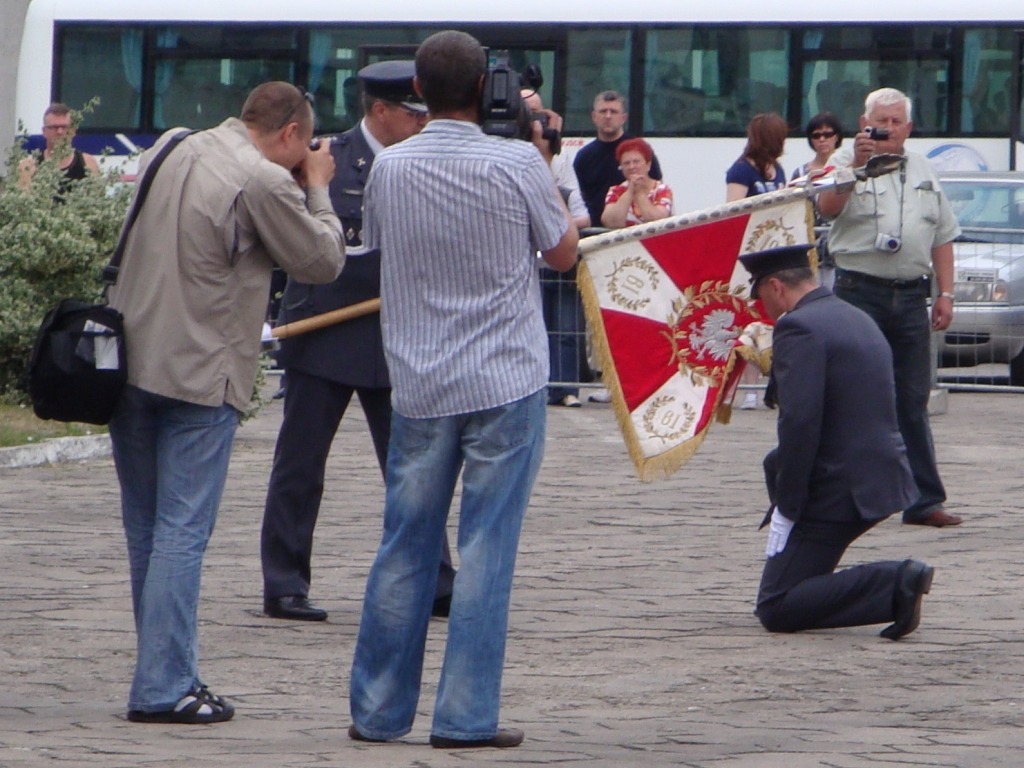
Przekazanie sztandaru dowódcy dywizjonu ppłk. Stróżewskiemu.
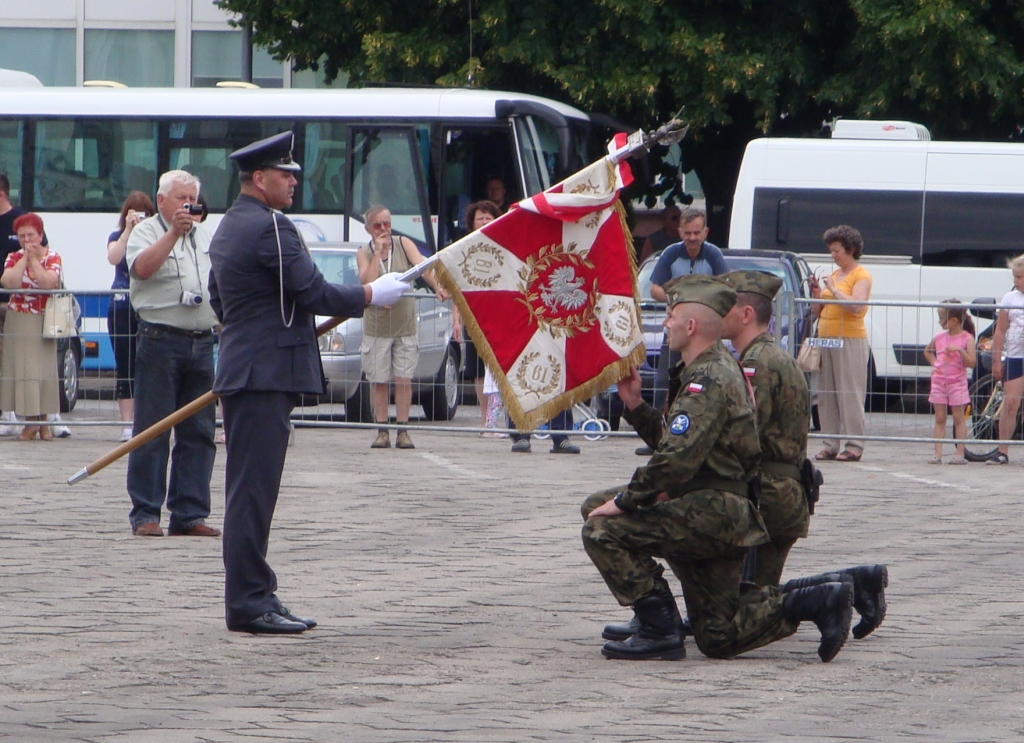
Przekazanie sztandaru pocztowi sztandarowemu.

## Tradycje pułku
9 maja 2009 pułk otrzymał zezwolenie na czasowe używanie sztandaru 61 Brygady Rakietowej Obrony Powietrznej do dnia 12 grudnia 2011 roku oraz przyjął nazwę wyróżniającą "Skwierzyński" i dziedzictwo tradycji:
- 61 pułku artylerii przeciwlotniczej (1944-1945),
- 65 pułku artylerii przeciwlotniczej (1955-1967),
- 61 pułku artylerii Wojsk Obrony Przeciwlotniczej (1967-1976),
- 61 Brygady Wojsk Obrony Przeciwlotniczej (1976-1995),
- 61 Brygady Przeciwlotniczej (1995-2001),
- 61 Skwierzyńskiej Brygady Rakietowej Obrony Powietrznej (2001-2008).

Równocześnie dzień 25 października ustanowiony został dorocznym Świętem 61 Skwierzyńskiego pułku rakietowego Obrony Powietrznej.

## Struktura organizacyjna 61 BR OP
- dowództwo
- sztab
- logistyka
- pion szkolenia
- pion głównego księgowego
- dywizjon dowodzenia
  - bateria dowodzenia
  - kompania łączności
  - kompania maszyn inżynieryjnych
  - pluton rozpoznania skażeń
- trzy dywizjony ogniowe (w każdym)
  - pluton dowodzenia
    - obsługa SDP-10K
    - obsługa RO-82 DON
    - obsługa RW-32
    - obsługa R-146
    - obsługa Rd-115
    - drużyna kablowa
    - drużyna kablowa

  - bateria startowa
    - dowództwo
    - drużyna dowodzenia BRDM-2
    - obsługa SNR 1S32M1/M2
    - pluton startowy
      - obsługa 2P24M1
      - obsługa 2P24M1
      - obsługa 2P24M1
      - Obsługa 2T6

  - bateria startowa
  - bateria startowa
  - kompania zabezpieczenia
    - pluton zabezpieczenia technicznego
    - pluton zaopatrzenia
- dywizjon artylerii przeciwlotniczej
  - bateria artylerii przeciwlotniczej
  - bateria artylerii przeciwlotniczej
  - bateria artylerii przeciwlotniczej
  - kompania zabezpieczenia
- dywizjon logistyczny
  - kompania remontowa
  - kompania zaopatrzenia
  - kompania medyczna
- bateria techniczna

Zasadniczym uzbrojeniem brygady (pułku) są zestawy rakiet przeciwlotniczych 2K11M KRUG (SA-4 Ganef), w skład których wchodzą:
- Stacja naprowadzania rakiet 1S32M1/M2
- Samobieżna wyrzutnia 2P24M1
- Samochód transportowo – załadowczy 2T6
- Samochód transportowy 9T25
- Kabina dowodzenia bojowego KBU 9S416M
- RSWP 1S12M (P-40 – AGATA) "Long Track"
- Kabina odbioru współrzędnych KPC 9S417M
- Stacja kontrolno – remontowa KRAS 1R1
- KIPS 2W9

## Żołnierze jednostki
Dowódcy jednostki
- mjr Mikołaj Ćwirko (24 IX 1952 -X 1954)
- mjr Wacław Rosik (X 1954 – 1958)
- ppłk Kazimierz Ożgo (1958 – 1962)
- ppłk Stanisław Namedyński (1962 – 6 II 1967)
- ppłk Rafał Walerych (7 II 1967 – 25 XI 1968)
- 26 listopada 1968 – 19 stycznia 1975 – ppłk Adolf Łoś
- 20 stycznia 1975 – 18 stycznia 1982 – płk Andrzej Szerszyński
- 19 stycznia 1982 – 28 września 1987 – płk Stanisław Czepielik
- 29 września 1987 – 8 sierpnia 1989 – płk Zdzisław Patoła
- 9 sierpnia 1989 – 24 września 1991 – płk Zdzisław Kostrzewa
- 25 września 1991 – 1996 – płk Marian Wojciechowski
- 1996-2003 – gen. bryg. Michał Jackiewicz
- 2003-2004 – płk Jan Gabryś
- 2004-2005 – płk Andrzej Łosiński
- 2005 – 30 września 2007 – płk Stefan Mordacz
- 1 października 2007 – 5 grudnia 2007 – p.o. płk Andrzej Zieliński
- 5 grudnia 2007 – 5 stycznia 2009 – płk Andrzej Kubiak
- od 5 stycznia 2009 – 30 listopada 2010 – płk Andrzej Zieliński
- 1 grudnia 2010 – 30 czerwca 2011 – cz. p.o. ppłk. mgr Arkadiusz Komenda

Oficerowie
- Tadeusz Jauer
- Dariusz Łukowski
- Witold Kowalczyk

## Wyróżnienia
- 1993, 2003 – Znak Honorowy Sił Zbrojnych Rzeczypospolitej Polskiej
- 1978, 1979, 1981, 1984, 1985, 1988 – medal pamiątkowy Za osiągnięcia w służbie wojskowej
- 1994 Medal za zasługi dla Śląskiego OW
- 1998 – dyplom dowódcy WLOP „Za osiągnięcie najlepszych wyników w szkoleniu i działalności służbowej”
- 2005 – wyróżnienie tytułem honorowym Wzorowy Pododdział Sił Powietrznych dla 1 dywizjonu ogniowego
- 2008 – wyróżnienie tytułem honorowym "przodujący pododdział sił powietrznych" oraz proporcem dla 4 dywizjonu artylerii przeciwlotniczej
- 2013 – imieniem "61. Brygady" nazwano południową część dotychczasowej ulicy Waszkiewicza w Skwierzynie[3].